# Stephan Jaeggi
Stephan Jaeggi (Aussprache [ˈjæki]; * 28. Mai 1903 in Fulenbach; † 9. Juli 1957 in Bern) war ein Schweizer Komponist und Dirigent.

## Leben
Er wuchs in einer Grossfamilie (10 Geschwister) auf. Mit 13 Jahren spielte er Klarinette in der Harmoniemusikgesellschaft, einem 1820 gegründeten Blasorchester, in Fulenbach. Zunächst machte er auf ausdrücklichen Wunsch seiner Eltern eine Mechanikerlehre im Betrieb seines Onkels. Danach absolvierte er aber sein Musikstudium am Konservatorium von Basel von 1922 bis 1926. Seine Lehrer dort waren Georg Haeser (1865–1945), Gustav Güldenstein (1888–1972) und Felix Weingartner (1863–1942). 1923 absolvierte er auch seine Rekrutenschule in der Militärmusik und im folgenden Jahr die Unteroffiziersschule.
Nach dem Abschluss seines Musikstudiums wurde er von diversen Blasorchestern als Dirigent verpflichtet. 1924 bis 1926 war er Dirigent beim Blasorchester Musikverein «Konkordia» in Wolfwil. Ebenfalls 1924 verpflichtete ihn die Musikgesellschaft in Hägendorf-Rickenbach zum Dirigenten; dort blieb er bis 1942. 1924 wurde er Dirigent des Regimentspiels 50. Anschliessend wurde er Dirigent der Blasorchester Konkordia der Uhrenfabrik Langendorf von 1925 bis 1926, Kadettenmusik Olten von 1926 bis 1928, Stadtmusik Solothurn von 1929 bis 1946, Musikgesellschaft Kappel, Kanton Solothurn 1932 ca. für ein halbes Jahr, bei Helvetia in Grenchen von 1932 bis 1933, Stadtmusik Burgdorf von 1947 bis 1957 und der Kadettenmusik Burgdorf von 1947 bis 1957. 1927 erreicht er mit dem Blasorchester Musikgesellschaft, Hägendorf-Rickenbach beim Eidgenössischen Musikfest in La Chaux-de-Fonds einen ersten Rang in der 3. Klasse. Das Orchester spielt beim folgenden Eidgenössischen Musikfest in Bern 1931 bereits in der 2. Klasse und erreicht einen 2. Platz. Mit der Stadtmusik Sion belegt er in Bern bei dem gleichen Musikfest den ersten Rang in der 1. Klasse. 1933 übernahm er als Dreissigjähriger und als Nachfolger von Carl Friedemann die Stadtmusik in Bern, die damit erstmals in ihrer Geschichte von einem Schweizer Dirigenten geleitet wird. Mit diesem Orchester feiert er wahre Triumphe in der Folgezeit.
Seine ersten Kompositionen schrieb er quasi unter der Werkbank in dem Betrieb seines Onkels, nämlich eine Liederkomposition Zum 1. August und den Festmarsch zum 100-jährigen Jubiläum des Blasorchesters Musikgesellschaft Fulenbach. Bereits 1922 folgt die programmatische Fantasie Titanic, die, wie kaum ein anderes Werk, an seinen Namen geknüpft ist und ihm den musikalischen Durchbruch ermöglichte. Die Uraufführung erfolgte am 26. November 1922 durch die Stadtmusik Olten.
Er entwickelt in seinen Kompositionen einen ausgesprochenen Sinn für Melodik. Harmonisch ist er dem Stil der deutschen Romantik verbunden, bei dem er die Tonalität nie verlässt. Kennzeichnend für ihn sind die harmonischen Chromatismen, unaufgelöste Dissonanzen, überraschende Kadenzvarianten sowie die gleichzeitige Hoch- und Tiefalteration eines Akkordtones. Die in Klassik und Romantik verwendeten Formen bevorzugt er, und im rhythmisch verlässt er nie die konventionellen Metren, obwohl er Kenntnis der zeitgenössischen Tendenzen in der Nachfolge von Igor Strawinski hatte.
Geprägt von der absoluten Perfektion der französischen Militär-Blasorchester und der Komposition Dyonisiaques von Florent Schmitt sowie der von Gustav Holst und Ralph Vaughan Williams und Percy Aldridge Grainger geschaffenen Originalkompositionen war er ein eifriger Verfechter der Schaffung von originaler Blasorchestermusik.
Ferner hat er kontinuierlich daran gearbeitet, die Besetzung seiner Stadtmusik Bern zu vergrössern und in Richtung der französischen Militärorchester zu verändern. Zunächst hat er den Klarinettensatz erheblich erweitert (mehr B-Klarinetten und zusätzlich Alt- sowie Bass-Klarinette eingeführt) und die Spielweise infolge weicherer Tongebung zu verfeinern. Auch die Blechbläser mussten ihre Spielweise ändern, weniger martialisch und kraftvoll. Die Kontrabässe zur sonoren Untermalung wurden erweitert; bei Bedarf wurde eine Harfe eingesetzt. Es ist ihm, wegen erheblicher Widerstände im Orchester, versagt geblieben, ein volles Saxophon-Register zu implementieren.

## Werke

### Werke für Blasorchester
- 1920 Festmarsch zum 100-jährigen Jubiläum der Musikgesellschaft Fulenbach
- 1921 Treu Vaterland
- 1922 Titanic programmatische Fantasie
- 1923 Jubel Ouvertüre, opus 7
- 1923 Heimatzauber Konzertwalzer
- 1923 Rheinwellen Konzertwalzer
- 1924 Nidwaldens Schreckenstage dramatische Fantasie
- 1929 Karnevals Rückzug Ouvertüre
- 1930 Menschen von heute Ouvertüre
- 1930 Die geheimnisvolle Maske Ouvertüre
- 1935 Festliche Ouvertüre
- 1939 Serenade in As-Dur
- 1939 General-Guisan-Marsch
- 1947 Jugend voran! inoffizielle Hymne der Solennität Burgdorf
- 1947 Impromptu opus 39
- 1947 Konzertouvertüre
- 1948 Hymnus
- 1948 Im Frühjahr Sinfonische Skizze
- 1948 Romantische Ouvertüre in B
- 1948 Engiadina Sinfonische Dichtung
- 1953 Hie Bern – Hie Eidgenossenschaft Musik zum Festspiel
- 1953 Intrada festiva
- 1953 Ode an die Musik
- 1954 Ouvertüre in Es
- 1956 Ouvertüre in F
- 1956 Die Fahnenburg Präludium
- Bärgsunntig im Bärnerland
- Bergruf Vorspiel
- Canzonetta
- Carinthia Melodie für Solo-Trompete und Blasorchester
- Kleine Ouvertüre im klassischen Stil
- Konzert-Ouvertüre
- Preludio Ticino
- Söldnertanz
- Aargauer Feuerwehrmarsch
- Allewyl guet Schuss
- Berner Stadtschützen-Marsch
- Bundesrat Obrecht-Marsch
- Bundesrat Petitpierre
- Burgfanfaren Marsch
- Bärner Land, Grüss Gott
- Carinthia-Melodie
- Feierlicher Marsch
- Fronleichnamsfest
- Die Geheimnisvolle Maske
- Gemmi-Marsch
- Gruss an das Worblental
- Obwaldner Marsch

### Chormusik
- 1949 Der Herdenreihen Melodie